# Parasemia modesta
Parasemia modesta är en fjärilsart som beskrevs av Alpheus Spring Packard 1894. Parasemia modesta ingår i släktet Parasemia och familjen björnspinnare. Inga underarter finns listade i Catalogue of Life.